# Alice Baltezam
Alice Alves Baltezam (Porto Alegre, 2008) é uma atriz brasileira. Ficou conhecida por ter integrado a montagem do espetáculo teatral Mary Poppins, baseado na obra de P.L. Travers, fazendo a personagem Jane em 2019. Já nos cinemas, integrou o elenco de Em Nome do Pai e Morando com o Crush onde fez a personagem Mirella.

## Biografia
Alice Baltezam, natural da cidade de Porto Alegre no Rio Grande do Sul, começou sua carreira ainda criança participando de montagens teatrais. Na adolescência, Alice e sua mãe Chaiane, mudaram-se para São Paulo, onde Alice cursou um workshop de Interpretação para TV e Cinema com o diretor Diogo Ferraz.
Em 2022, Alice participou do filme Em Nome do Pai, interpretando a personagem Dalila. Com direção de Diego Müller e Werner Schünemann no elenco, a produção foi indicada no Festival Santa Cruz de Cinema e no Festival de Cinema de Muriaé. Ainda em 2022, Alice fez parte do elenco de A Hora da Escolha, da Paris Filmes, dirigido por Hsu Chien e gravado em Nova Petrópolis.
Além dos cursos de interpretação realizados no Rio Grande do Sul e no Rio de Janeiro, Alice participou de aulas de dança, técnica vocal, improviso, roteiro e inglês. Alice também já atuou como apresentadora mirim no programa Masbah!, produzido pelo SBT RS, e participou de campanhas de marcas como Pampili, Crocs Brasil e Lilica Ripilica.

## Filmografia
| Ano  | Programa            | Personagem    |
| ---- | ------------------- | ------------- |
| 2013 | Masbah!             | Apresentadora |
| 2022 | Em Nome do Pai      | Dalila        |
| 2022 | A Hora da Escolha   |               |
| 2024 | Morando com o Crush | Mirella       |

### Teatro
| Ano  | Peça         | Personagem | Notas |
| ---- | ------------ | ---------- | ----- |
| 2019 | Mary Poppins | Jene       |       |